# Lair Ribeiro
Lair Geraldo Theodoro Ribeiro (Juiz de Fora, 6 de julho de 1945) é um escritor de autoajuda, nutrólogo, cardiologista, professor, palestrante, e médico escritor, brasileiro.
Em 1993, foi destaque na capa da Revista Exame pelo sucesso de seus livros de autoajuda e ao grande número de palestras de motivação corporativa que ministrava. No entanto, sua visibilidade diminuiu ao final da década de 1990.

## Carreira
Ribeiro formou-se em cardiologia pela Universidade Federal de Juiz de Fora. Entre as décadas de 1970 e 1990, participou de publicações científicas em periódicos médicos internacionais revisados por pares, sediados nos Estados Unidos, Europa, Japão e Brasil. Mais tarde, passou a atuar também nas áreas de nutrologia, longevidade e programação neurolinguística.
Como escritor, sua bibliografia é composta por 38 livros, dos quais 15 são best-sellers e 26 foram traduzidos para outros idiomas. A obra O Sucesso Não Ocorre por Acaso é uma de suas publicações de maior notoriedade, com cerca de 1,5 milhão de cópias vendidas até 1996.

## Controvérsias
Lair Ribeiro participou do tratamento do jornalista Marcelo Rezende, que estava em estado terminal devido a um câncer no pâncreas e faleceu em 2017. Ribeiro teria recomendado a dieta cetogênica para Rezende. Como não possuía licença para atender ou prescrever medicamentos no Estado de São Paulo, Ribeiro orientou uma médica ginecologista por telefone. Testemunhas afirmaram que Rezende teve consultas pessoais com Lair Ribeiro, o que foi corroborado por mensagens e registros médicos.
Ribeiro é conhecido pela promoção da medicina alternativa e também da pseudociência conhecida como programação neurolinguística, além do óleo de coco para cura de câncer. Durante a pandemia de Covid-19, ele promoveu o uso da ozonioterapia e da cloroquina, tratamentos estes considerados ineficazes pela OMS. Lair Ribeiro também promove o uso do Miracle Mineral Supplement, substância cuja segurança é contestada por órgãos de saúde, como a Food and Drug Administration (FDA).

## Obras selecionadas
- Comunicação Global. Editora Objetiva, 1992. ISBN 978-8573020250.
- Prosperidade – Fazendo Amizade com o Dinheiro. Editora Objetiva, 1992. ISBN 9770104156002.
- O Sucesso Não Ocorre Por Acaso. Editora Objetiva, 1993. ISBN 978-8533206014.
- Recriando o Seu Passado e Criando o Seu Futuro. Editora Objetiva, 1994. ISBN 9788581940809.
- Criando e Mantendo Sucesso Empresarial. Editora Objetiva, 6ª ed., 1995. ISBN 9798573020501.
- Inteligência Aplicada. Editora Arx, 2002. ISBN 978-8575810156.
- A Grande Oportunidade. Editora Leitura, 2005. ISBN 8573586524.
- Enriquecer – Ambição de Muitos, Realização de Poucos. Editora Leitura, 2005. ISBN 978-8573586664.
- Saber Viver Financeiramente. Editora Leitura, 2009. ISBN 978-857358773.